# Apomecyna papuana
Apomecyna papuana är en skalbaggsart som beskrevs av Stefan von Breuning 1943. Apomecyna papuana ingår i släktet Apomecyna och familjen långhorningar. Inga underarter finns listade i Catalogue of Life.